# Montserrat Tresserras i Dou
Montserrat Tresserras i Dou   (Olot, 29 de setembre de 1930 - Olot, 26 de novembre de 2018) va ser una nedadora catalana pionera de les proves de llarga distància. Va formar part del Centre Excursionista de Catalunya. Va assistir a les Religioses del Cor de Maria, posteriorment va estar dos anys internada a l'escola de la Divina Pastora de Sant Joan de les Fonts per posteriorment tornar al Cor de Maria de la seva ciutat natal. Es va formar obtenint els títols de peritatge mercantil i mecanografia.
Als onze anys va tenir el seu primer contacte amb el mar a Sant Antoni de Calonge, on amb dos dies ja surava a l'aigua. Un any després sense contacte amb el mar va comprovar al mateix lloc que era capaç de nedar. Aquests primers intents més les ensenyances d'un llibre de Jaume Cruells sobre la natació, foren la clau per aprendre a nedar d'una forma autodidàctica. Va realitzar la II travessia Tossols-Basil i aquesta prova fou el principi d'un llarg recorregut a la natació de llarga distància on ha assolit diverses fites importants.
Va participar en proves com la mencionada Tossols-Basil, la travessia al port de Blanes, el critèrium Festes del Tura, la travessia del llac de Banyoles, del port de Barcelona, de Sitges o del port de Tarragona. La participació en uns campionats de Catalunya celebrats a Vic, la van fer adonar que la piscina se li quedava curta. El seu germà fou mentor del seu talent per les llargues distàncies i amb el suport de la seva amiga Mari Casacuberta, va emprendre els seus primers grans reptes, com foren la travessia Sant Feliu-Palamós (1956) i l'Escala-Roses (1957), precursores de la seva temptativa a l'Estret de Gibraltar, que realitzaria amb èxit, essent la primera nedadora, a tot Espanya, que travessà l'estret de Gibraltar l'any 1957. Un any després va ser el primer espanyol a creuar el canal de la Mànega (de França a Anglaterra) i el 1961 es va convertir en la primera dona del món a fer-ho en les dues direccions, d'Anglaterra a França (1958) i de França a Anglaterra (1961). Aquestes llargues travessies van portar-la a diferents llocs del món. Va nedar a l'Argentina i l'Uruguai, de Santa Fe a Coronda, pel riu Coronda (1962), de Concordia a Colón pel riu Uruguai, de Santa Fe a Rosario pel riu Paranà (1963). També va nedar a Anglaterra, als llacs Windermere (1968), Ullswater (1968) i Coniston (1970), a Irlanda del Nord, Belfast Lough, Lough Neagh i Burtonport-Inishfree-Burtonport (1969). A la República d'Irlanda va nedar a la badia de Galway (1970) i a l'estuari del Shanon (1970). Aquest mateix any també va nadar al llac de Zuric.
En l'àmbit estatal el 1965 va ser la primera dona que intentà la travessia Cap de la Nau-Eivissa, però abandonà a causa dels forts corrents quan ja arribava a costa, després de 55 h. Un èxit que sí que va assolir l'any 1969 quan va nedar des de Menorca fins a Mallorca en 21 h i 10 min, i travessà el llac Ness en 16 h i 13 min. A més de tot això, va establir els rècords en les travessies argentines de Santa Fe-Coronda (1962: 8 h 20’) i Santa Fe-Rosario (1963: 27 h 45’). Fou la primera persona a fer la de Concordia-Colón (entre l'Argentina i l'Uruguai, 1963: 25 h 20’). Va guanyar nombrosos premis, medalles i ha rebut importants reconeixements, entre els quals destaquem els següents: la creu de plata de l'Orde del Mèrit Civil les Medalles de bronze i plata del Reial Orde del Mèrit Esportiu (Delegación Nacional de Deportes), la Medalla d'or al mèrit esportiu de la província de Girona, les Medalles de plata i bronze de l'organització sindical de Educación y Descanso, la Medalla al mèrit esportiu de la Generalitat de Catalunya, la Medalla a les Forjadores de la Història esportiva de Catalunya concedida per la Secretaria General de l'Esport, la Medalla de bronze de la Real Orden del Mérito Deportivo concedida per SM el Rei Joan Carles I (Octubre 2011) i fou sòcia honorífica de molts clubs esportius.
L'any 1970 fou la primera dona que va entrar en l'International Marathon Swimming Hall of Fame (IMSHOF) i va formar part de la junta directiva (Board of Directors). Formà part de The Channel Swimming Association, que atorga el premi Montserrat Tresserras Shield als relleus masculins (sis nedadors) que creuen el canal de la Mànega, i de les federacions britànica i irlandesa de llarga distància. També atorga el premi The Montserrat Tresserras Trophy que s'entrega al nedador d'aigües obertes més ràpid d'un nou país en la història de la natació del Canal. Va publicar el llibre Nedant l'Estret. Els seus orígens i la seva història (2007) i protagonitzà el llibre Montserrat Tresserras, la guanyadora del canal (1959). Exercí d'observadora oficial en molts intents de travessar nedant el canal de la Mànega i l'estret de Gibraltar.